# Visor från vinden
Visor från vinden är den svenska vissångerskan Sofia Karlssons tredje studioalbum som soloartist. Skivan utgavs den 11 april 2007 på Bonnier Amigo Music Group.
Skivan spelades in vid sex olika tillfällen på olika platser, främst i Sverige, men också i Danmark. Producenter var Göran Petersson, Sofia Karlsson och Jan Borges och bland de medverkande musikerna återfinns Esbjörn Hazelius, Roger Tallroth och Lena Willemark.
Skivan nådde en andraplats på den svenska albumlistan, vilket är Karlssons hitintills bästa listplacering. För skivan fick hon även motta flera priser: svensk grammis i kategorin "Årets folkmusik/visa" 2008, dansk grammis 2008 i kategorin "Bästa utländska album" och Manifestgalans pris 2008 i kategorin "Folk/visa".

## Bakgrund
Visor från vinden är uppföljaren till 2005 års Svarta ballader, vilken blev en försäljningsmässig framgång med 60 000 sålda exemplar. Karlsson har i en intervju sagt att hon efter Svarta ballader inte hade planerat att göra en ny skiva förrän efter fem år. Under turnerandet som följde skivan började hon dock, tillsammans med sitt band, införliva allt fler låtar i repertoaren, så många att hon till slut hade tillräckligt för en ny skiva: Visor från vinden. De låtar Karlsson valt till skivan beskriver hon som "gamla favoriter" som "poppat upp i turnébussen".

## Produktion

### Inspelning
Visor från vinden spelades in vid sex olika tillfällen. "Balladen om briggen "Blue Bird" av Hull" och "Två tungor" spelades in live på Tønder Gymnasium i Tønder, Danmark den 28 augusti 2006. Jan Borges var producent och Torben Laursen tekniker. Låtarna spelades in för Danmarks radio.
Det andra inspelningstillfället inföll i september 2006. Under denna session spelades endast en låt in: "Milrök". Platsen var Toftaholms herrgård och låten spelades in av Mats Andersson.
Den tredje inspelningssessionen ägde rum i december 2006 och januari 2007 i Atlantis Studio. Under denna session spelades de allra flesta låtarna in: "Le Vin Des Amants", "Frukostrast på en liten syfabrik på landet", "Flickan och kråkan", "Spelar för livet", "Jag står här på ett torg", "Resan till Österlandet", "Märk hur vår skugga" och "Moesta e Errabunda". Låtarna spelades in av Janne Hansson.
De fjärde och femte sessionerna ägde rum i februari 2007. "Näckaspel" och "Jag längtar" spelades in av Esbjörn Hazelius i Niglahol Studios och "Valsen till mig" i Studio Atlantis av Olle Linder.
Det sjätte och sista inspelningstillfället var i mars 2007. Vid denna session spelades "Hemlängtan" in. Tekniker var Olle Linder och inspelningsplats Studio Epidemin.
Itunes-utgåvan av Visor från vinden innehåller även bonuslåten "Andra sidan". Låten spelades in live på SVT i samband med att ett program om Karlsson sändes. Tittare hörde av sig och undrade var de kunde få tag på låten, då den inte fanns utgiven på någon skiva. Som ett resultat av detta lades låten till på Itunes-versionen.

### Mixning och mastering
Visor från vinden mixades under tre månader på tre olika platser: i Atlantis studio 1 och 2 av Janne Hansson, Micke Herrström, Pontus Olsson, Göran Peterson, Sofia Karlsson och Esbjörn Hazelius, i Fantasifoster Studios av Olle Linder och på CPR Recording av Claes Persson. Persson mastrade också skivan på samma plats.

## Låtar
"Le Vin Des Amants"
"Le Vin Des Amants" är ursprungligen en dikt av Charles Baudelaire. Dan Andersson gjorde senare en svensk tolkning som fick titeln "De älskandes vin" och det är den texten Karlsson framför på skivan. Sofie Livebrant tonsatte dikten och Karlsson arrangerade den tillsammans med Esbjörn Hazelius. Hazelius spelar även gitarr, medan Karlsson sjunger.
"Milrök"
"Milrök" är skivans andra spår och tillika andra Dan Andersson-tolkning. Musiken skrevs även denna gång av Sofie Livebrant. Arrangemanget stod Karlsson för tillsammans med Hazelius och Olle Linder. Musiken framförs av Karlsson (sång), Hazelius (cittern), Olle Linder (kontrabas) samt Roger Tallroth (gitarr).
"Frukostrast på en liten syfabrik på landet"
"Frukostrast på en liten syfabrik på landet" är ursprungligen en dikt av Marianne Flodin, skriven på 1950-talet. På Visor från vinden har den tonsatts av Sofie Livebrant, som också arrangerat låten tillsammans med Karlsson. Livebrant spelar även piano, medan Karlsson sjunger.
"Flickan och kråkan"
"Flickan och kråkan" är skriven av Mikael Wiehe och finns första gången med på dennes studioabum Kråksånger (1981). På Visor från vinden framförs den av Karlsson (sång, hammondorgel), Sara Isaksson och Tallroth. Tallroth har även arrangerat låten tillsammans med Karlsson.
"Flickan och kråkan" beskriver Karlsson som en sorglig, men fantastisk historia som hon då (2007) inte hade sjungit sedan hon var tonåring.
"Näckaspel"
"Näckaspel" är en visa av Alf Hambe om Näcken, av honom först utgiven på albumet Vägvisor och vågspel (1966). På Visor från vinden framförs den av Karlsson (sång, tramporgel) och Hazelius (gitarr, fiol, oktavfiol). Låten arrangerades av Karlsson och Hazelius.
"Spelar för livet"
"Spelar för livet" är en låt av Peps Persson, ursprungligen utgiven under titeln "För livet" på dennes studioalbum Spelar för livet (1992. I Karlssons version framförs den av Karlsson (sång, whistle), Hazelius (cittern, fiol, sång), Tallroth (tenorgitarr, sång), Linder (kontrabas, slagverk, sång). Låten arrangerades av alla fyra medverkande musiker.
"Jag längtar"
"Jag längtar" en ursprungligen en norsk traditionell visa. Här har den försatts med musik av Karlsson. Svensk text är författad av Karlsson och Esmeralda Moberg. Den arrangerades av Karlsson och Hazelius. Karlsson sjöng och Hazelius spelade gitarr och fiol.
"Balladen om briggen "Blue Bird" av Hull"
"Balladen om briggen "Blue Bird" av Hull" är ursprungligen en visa av Evert Taube, första gången publicerad i Fritiof Anderssons visbok (1929). På Visor från vinden arrangerades låten av Karlsson, Hazelius, Tallroth och Linder och framfördes av Karlsson (sång), Hazelius (cittern), Tallroth (tenorgitarr) och Linder (kontrabas).
Karlsson var länge osäker på om hon skulle ha med "Balladen om briggen "Blue Bird" av Hull" på skivan då hon inte trodde att folk orkade höra den, men "sedan fick den komma med ändå".
"Två tungor"
"Två tungor" är ursprungligen en dikt av den norska författaren Inger Hagerup. Dikten översattes till svenska av Fred Åkerström och tonsattes av den norske vissångaren Finn Kalvik. I denna version utgavs den ursprungligen på Åkerströms album Två tungor (1972. På Visor från vinden arrangerades den av Karlsson och Hazelius och framfördes av Karlsson (sång, bouzoukigitarr), Hazelius (cittern), Tallroth (tenorgitarr) och Linder (kontrabas).
"Jag står här på ett torg"
"Jag står här på ett torg" är en låt av Boris Vian och Hal Berg, ursprungligen utgiven under den franska titeln "Le Deserteur". Lars Forssell översatte senare låten till svenska, vilken är den som Karlsson framför på skivan. Låten arrangerades av Karlsson och Livebrant och framfördes av karlsson (sång), Livebrant (piano), Nils Berg (basklarinett) och Linder (kontrabas).
"Hemlängtan"
"Hemlängtan" är ursprungligen en dikt av Dan Andersson, senare tonsatt av Gunnar Turesson. På Visor från vinden arrangerades den av Karlsson, Hazelius och Linder och framfördes av Karlsson (sång), Hazelius (cittern, sång), Lisa Rydberg (fiol), Henrik Cederblom (dobro) och Linder (slagverk, sång).
"Resan till Österlandet"
"Resan till Österlandet" är en traditionell låt som här kompletterats med ytterligare en vers av Karlsson (vers 2). Den arrangerades av Karlsson och framfördes acapella av henne (sång), Isaksson (sång) och Willemark (sång).
"Valsen till mig"
"Valsen till mig" till mig är skivans enda instrumentala spår. Låten är skriven av Hazelius, framförd av Hazelius (fiol, cittern), Karlsson (traversflöjt), Tallroth (gitarr) och Linder (kontrabas, slagverk). Låten arrangerades av samma kvartett.
"Märk hur vår skugga"
"Märk hur vår skugga" (Fredmans epistel no 81) är skivans enda Carl Michael Bellman-tolkning, första gången publicerad i Fredmans epistlar 1790. På Visor från vinden framförs den av Karlsson (sång), Hazelius (bouzoukigitarr), Cederblom (dobro) och Linder (kontrabas). Den arrangerades av Karlsson och Hazelius.
"Moesta et Errabunda"
"Moesta et Errabunda" är en dikt av Baudelaire, ursprungligen utgiven i diktsamlingen Ondskans blommor (1857). Dikten tolkades senare av Dan Andersson. På Visor från vinden har Anderssons tolkning tonsatts av Livebrant och framförs av Liverbrant (piano), Karlsson (sång), Hazelius (viola, fiol) och Peter Lysell (kontrabas).

## Låtlista
1. "Le Vin Des Amants" - 3:44 (musik: Sofie Livebrant, text: Charles Baudelaire, Dan Andersson)
2. "Milrök" - 2:39 (text: Dan Andersson, musik: Sofie Livebrant)
3. "Frukostrast på en liten syfabrik på landet" - 3:44 (text: Marianne Flodin, musik: Sofie Livebrant)
4. "Flickan och kråkan" - 3:15 (Mikael Wiehe)
5. "Näckaspel" - 2:59 (Alf Hambe)
6. "Spelar för livet" - 3:12 (Peps Persson)
7. "Jag längtar" - 2:03 (musik: Sofia Karlsson, text: trad., Sofia Karlsson, Esmeralda Moberg)
8. "Balladen om briggen "Blue Bird" av Hull" - 5:19 (Evert Taube)
9. "Två tungor" - 2:33 (musik: Finn Kalvik, text: Inger Hagerup, Fred Åkerström)
10. "Jag står här på ett torg" - 5:00 (musik: Boris Vian, Hal Berg, text: Boris Vian, Hal Berg, Lars Forssell)
11. "Hemlängtan" - 3:43 (musik: Gunnar Turesson, text: Dan Andersson)
12. "Resan till Österlandet" - 2:49 (musik: trad., text: trad., Sofia Karlsson)
13. "Valsen till mig" - 2:44 (Esbjörn Hazelius)
14. "Märk hur vår skugga" (Fredmans epistel no 81) - 4:51 (Carl Michael Bellman)
15. "Moesta e Errabunda" - 4:42 (musik: Sofie Livebrant, text: Charles Baudelaire, Dan Andersson)
16. "Andra sidan" (bonuslåt, live) - 2:43

## Medverkande

### Musiker
- Nils Berg - basklarinett
- Henrik Cederblom - dobro
- Esbjörn Hazelius - cittern, fiol, oktavfiol, viola, gitarr, bouzukigitarr och sång
- Sara Isaksson -  sång och wurlitzer
- Sofia Karlsson - sång, Hammond B3, tramporgel, flöjt, bleckflöjt, bouzoukigitarr
- Olle Linder - kontrabas, slagverk och sång
- Sofie Livebrant - piano
- Peter Lysell - kontrabas
- Lisa Rydberg - fiol
- Roger Tallroth - tenorgitarr, gitarr, sång
- Lena Willemark - sång

### Övriga
- Mats Andersson - inspelning
- Jan Borges - producent
- Janne Hansson - inspelning, mixning
- Esbjörn Hazelius - inspelning, mixning
- Micke Herrström - mixning
- Sofia Karlsson - producent, mixning
- Torben Laursen - tekniker
- Olle Linder - inspelning
- Johan Månsson - grafisk form
- Pontus Olsson - mixning
- Claes Persson - mixning, mastering
- Göran Petersson - producent, mixning
- Tobias Regell - foto
- Lisa Sundström - stylist

## Mottagande
Visor från vinden fick ett blandat mottagande och snittar på 3,4/5 på Kritiker.se, baserat på femton recensioner. Skivan fick i regel treor och fyror i betyg.
Aftonbladet
Bland de mer negativa recensenterna återfanns Aftonbladets Jonna Sima. Hon kallade Karlssons musik "traditionell" och "stilig", men skrev också att den är "trist i jämförelse med vistolkare som Cornelis Vreeswijk."
Dagens Industri
Dagens Industris Jan Gradvall gav betyget 4/5. I sin recension skrev han: "Efter två år av konstant turnerande har Sofia Karlsson på uppföljaren ”Visor för vinden” finslipat sitt artisteri till perfektion. På 1960-talet var det Fred Åkerström och Cornelis Vreeswijk som förnyade den svenska visan. På 1980-talet var det Imperiet med den dubbelsidiga singeln, Bellmans ”Märk hur vår skugga” och Taubes ”Balladen om briggen Blue Bird av Hull”. På 2000-talet är det Sofia Karlsson."
Expressen
Expressen gav betyget 3/5. Recensenten Anders Dahlbom "Efter den oväntade jätteframgången med 2005 års ”Svarta ballader” känns ”Visor från vinden” som en logisk uppföljare. Karlsson får nytt liv i material av bl a Dan Andersson, Wiehe, Peps och Taube. Och även om några låtval känns väl förutsägbara låter Karlssons detaljerade folkhemsfolk märkvärdigt tidlös. Succén lär fortsätta, både på försäljningslistor och turnéer."
Norran
Av Norran fick skivan betyget 4/5. Recensenten Olle Lundqvist skrev: "Hon är ett av det tidiga millienniets musikaliska utropstecken och entusiasmen över Sofia Karlsson lär inte falna med den här skivan." Lite senare i recensionen fortsatte han: "Tolkningarna är raka, men ändå personliga. Rösten likaså. Här finns inget insmickrande, men desto mer egenart och integritet. Detta är vissång med stil och själ."
Sundsvalls Tidning
Sundsvalls Tidning gav betyget 4/5. Recensenten Per-Roger Carlsson skrev: "Nu varierar hon sig mer men Sofia lever på sitt uttryck och står stadigt i vismyllan. Inga experiment och improvisationer utan med vistraditionen som fast punkt." Recensionen avslutades med orden "Skön viskonst av en stor viskonstnär."
Svenska Dagbladet
I Svenska Dagbladets recension fick skivan betyget 4/6. Recensenten Ingrid Strömdahl skrev: "Två dikter av Baudelaire i Dan Anderssons tolkning och Sofie Livebrants tonsättning. Taubes gastkramande ballad om briggen Blue Bird och Bellmans Märk hur vår skugga, förut insjungna av Joakim Thåström. Wiehes Flickan och kråkan, Alf Hambe, Peps, med mera...en brokig samling visor som Sofia Karlsson sjunger inkännande och med skön ornamentik till variationsrik orkestrering."
Östgöta Correspondenten
Östgöta Correspondenten gav betyget 4/5 och skrev "Naturligtvis är musiken intill döden snygg, men piano och blås får skeva så att det blir inte bara vackert, utan en liten aning beskt också."
Övriga
Borås Tidning (1/5), Dagens skiva (7/10), Dalademokraten (3/5), Göteborgsposten (4/5), Helsingborgs Dagblad (3/5), Kristianstadsbladet (3/5), Nerikes Allehanda (4/5) och Upsala Nya Tidning (4/5).

## Priser och utmärkelser
Visor från vinden fick motta flera priser. Den vann en svensk grammis i kategorin "Årets folkmusik/visa" 2008.
På Manifestgalan samma år tog Visor från vinden hem priset i kategorin "Folk/visa". Juryns motivering löd: ”För en vissång så intensivt närvarande att allt tycks fött i stunden och med en musikalitet på samma gång rotad i folkmusiktraditionen och tidlöst modern.”
I mars 2008 fick Karlsson motta det danska musikpriset Danish Music Award Folk i kategorin "Bästa utländska album" för Visor från vinden. Priset är en utlöpare till den danska grammisgalan.

## Listplaceringar
Visor från vinden nådde som bäst en andraplats på den svenska albumlistan, vilket är Karlssons hitintills bästa listplacering. Skivan stannade 37 veckor på listan (april 2007-mars 2008).
| Lista (2007–2008) | Topplacering |
| ----------------- | ------------ |
| Sverige           | 2            |